# 刘易斯和克拉克国家森林
刘易斯和克拉克森林（英語：Lewis and Clark National Forest）位处美国蒙大拿州的中西部，幅员2,912平方英里（7,500平方），横跨8个县，被分为两个不同的区域分别管理。东区位处杰弗逊区（Jefferson Division）由草、灌木林混合而成，也有星星点点的森林区域。本地的农场主会在此放养家牛，伐木人也会在此劳作。西区则是落基山脉区，横跨美洲大陆分水岭，人们在此区主要进行环保工作，大量的土地被圈定为荒野。森林的行政中心位处大瀑布城，此外也有地区的巡逻站办公室，分别位处肖托、哈洛顿、奈哈特、斯坦福和白硫磺泉镇。
该国家森林得名于刘易斯和克拉克二人在1804-1806对美国中西部各州的探险。该地区在西方人抵达前分布着多个美国土著部落，包括黑脚联盟、苏族、夏延族和克罗族等游猎采集部族。

## 自然环境

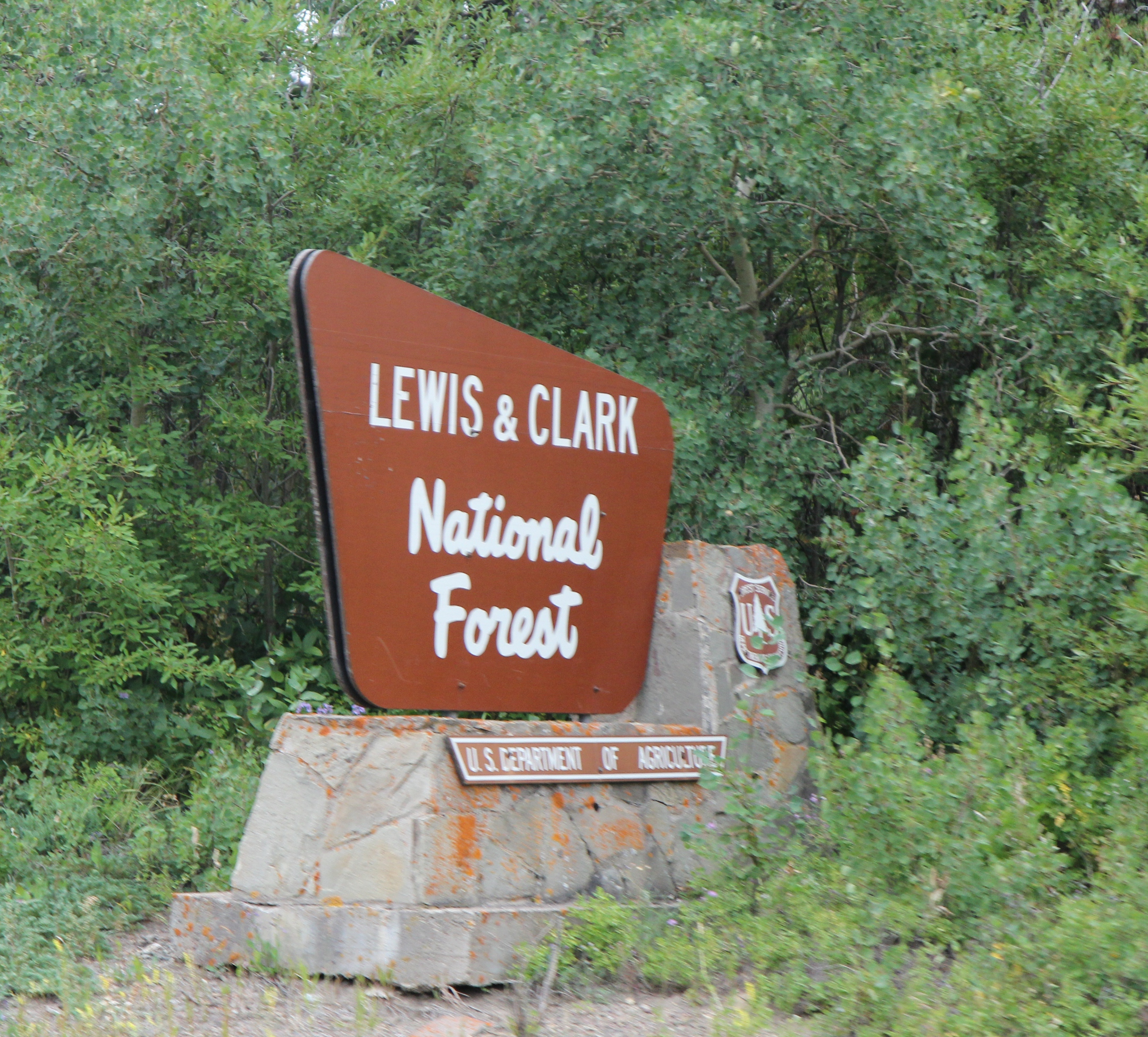
位于刘易斯和克拉克国家森林西侧、2号美国国道上的告示牌

刘易斯和克拉克国家森林位于落基山脉西麓，周围有七条山脉环抱，海拔最低为1400米，最高则为落基山脉区域的2900m。国家森林内夏天平均温度为20℃，冬天极冷，美洲大陆分水岭及周边山区甚至一年有10个月均有积雪。

### 森林植被
该国家森林长有大量亚高山带落叶林，主要树种包括云杉、冷杉、松树、扭叶松和西黄松。其中，由于后两种树较能适应干旱气候，它们在东部气候较干燥的杰佛逊区尤其多。而在森林以外的地区则有委陵菜、阴地蕨、唐松草、茅膏菜、飞蓬、火烧兰和蓟等能忍受贫瘠和干旱的植物所组成的草甸。

### 森林内动物
棕熊和马更歇狼广泛分布于刘易斯和克拉克国家森林西部，尤其是在两片法律规定的荒野区内；而雪羊、麋鹿、大角羊、狼獾、加拿大猞猁、北美山狮和黑熊则主要生活在分水岭周围 。在河流上游的腹地则分布有郊狼、浣熊、美洲河狸、麝鼠、美洲水鼬、白尾鹿和北美水獺。
林地内亦有种类众多的鸟类，包括主要生活在落叶林的鬼鸮、苍鹰和黑背啄木鸟Picoides arcticus；生活在草甸地带的游隼、金雕、草原隼Falco mexicanus和秃鹰；生活在水滨的鸻以及白头海雕。此外，松鸡亦广泛分布于国家森林内。:256-258
刘易斯和克拉克国家森林内溪流众多，总长可达2500千米。西部的山区溪流是割喉鳟西坡亚种的原产地。此外，虹鳟、美洲红点鲑和白斑狗鱼也在森林内的水域中颇为常见。:256-258

## 旅游业
刘易斯和克拉克国家森林内有29处通汽车的野营地以及2条滑雪道。此外，森林内有2400千米的远足道，遍布全部7座环绕该森林的山脉。此外，境内诸多的溪流也是良好的垂钓地点，其中一条溪流——史密斯溪被蒙大拿州政府认定为“一流垂钓地点”。

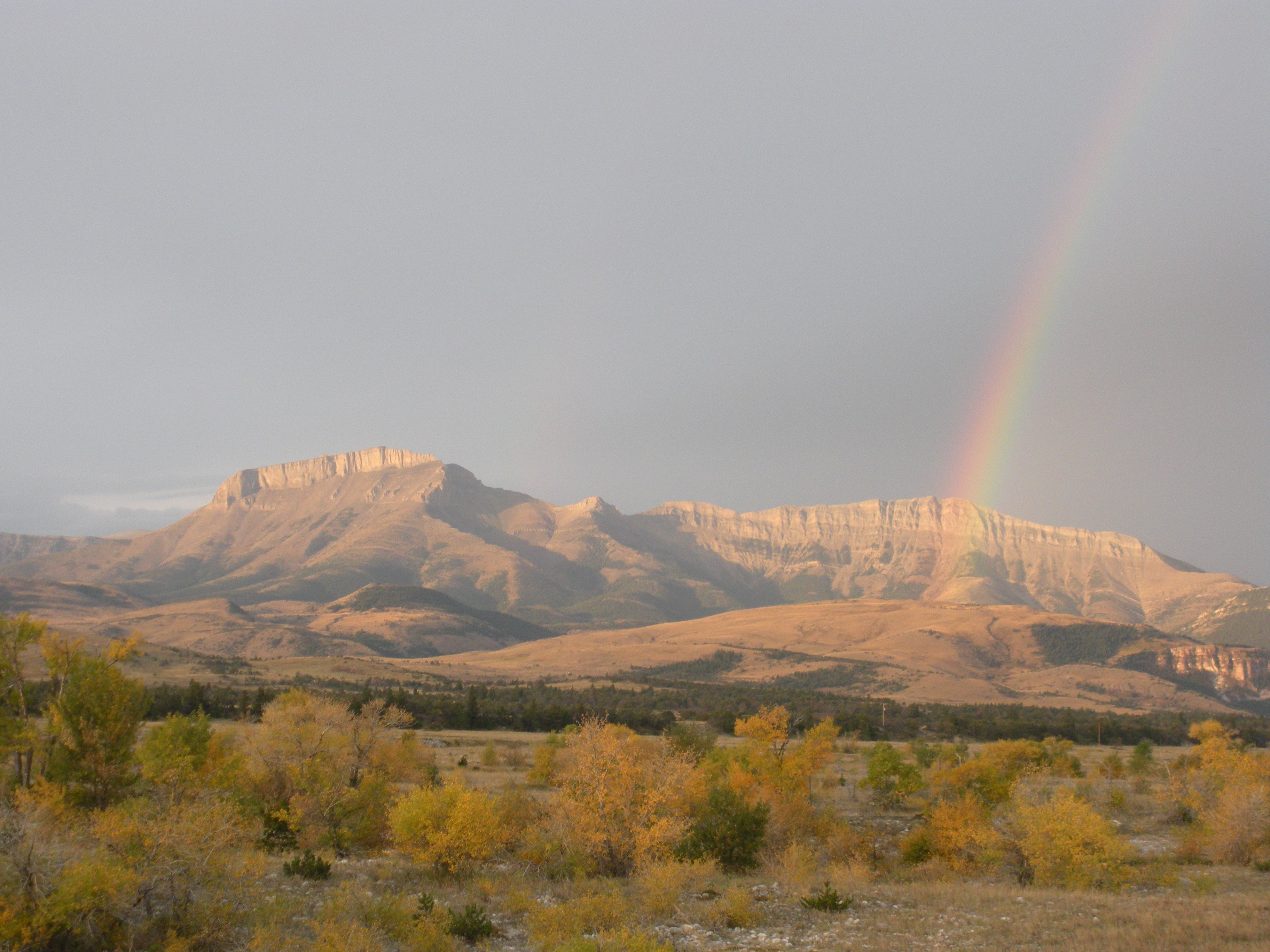
刘易斯和克拉克国家森林境内舒托县厄尔山的彩虹

## 森林历史
在北美印第安战争结束后，为了给移民铺平道路，美国政府致力于将印第安人迁入保留地中。原生活在这一地区的黑脚联盟于1896年同美国政府签订协议，黑脚印第安保留地成立。该保留地以其圣地“双獾之咒”(Badger-Two-Medicine)为中心，包括如今刘易斯和克拉克国家森林东部以及邻近的冰川国家公园，是为该国家森林的雏形。1897年2月，刘易斯和克拉克国家森林正式成立，彼时名为“刘易斯和克拉克森林保护区”。1903年，邻近的佛拉特黑德森林保护区并入刘易斯和克拉克森林保护区。1906年，该森林保护区移交美国国家森林局管理，并改名为“刘易斯和克拉克国家森林”。1932年，杰佛逊国家森林并入刘易斯和克拉克国家森林。
1945年，阿布萨罗卡国家森林被裁撤，其一小部分划入刘易斯和克拉克国家森林。

### 境内的荒野区
1940年，鲍勃·马歇尔荒野区于该国家森林西部设立，并在1964年成为国家荒野保护体系的一部分，这意味着该区域内不再会有永久定居点和新建的人造结构。1972年，另一荒野区替罪羊荒野区在鲍勃·马歇尔荒野区附近成立。

## “双獾之咒”
位于刘易斯和克拉克国家森林内一块约520平方米的土地——“双獾之咒”是黑脚联盟心目中的圣地。在他们的神话传说中，这里是创世者：太阳神纳托西所居住的地方。他们自在1896年得到这块土地后采取了一系列保护圣地的措施，包括反对在该区域内建设石油钻井平台和修筑公路。许多活动家、环保主义者、户外活动者、巡护员和企业家支持黑脚联盟的行为。 
2011年，美国政府清除了黑脚联盟为阻止道路修筑而设置的路障。按计划，此后将会有一条13km长的汽车道穿过“双獾之咒”。